# Cucullia leucanthemi
Cucullia leucanthemi là một loài bướm đêm trong họ Noctuidae.